# Wascosa
Wascosa es una empresa de alquiler y arrendamiento financiero de material rodante ferroviario, especialmente material remolcado, con sede en Lucerna, Suiza.

## Historia
Wascosa, acrónimo de WAELTY – SCOTTI – SANDMEIER, por los apellidos de sus fundadores (Jakob Waelty, Pietro Scotti y Max Sandmeier), se fundó en 1964 en Aarau. Actualmente pertenece a la familia Müller / Sandmeier, después de que en 1993 Philipp Müller, marido de la hija menor de Max Sandmeier, Paola, se incorporase a Wascosa. 
Desde 2010 forma parte de la Allianz pro Schiene.